# Polycentropus picana
Polycentropus picana är en nattsländeart som beskrevs av Ross 1947. Polycentropus picana ingår i släktet Polycentropus och familjen fångstnätnattsländor. Inga underarter finns listade i Catalogue of Life.